# مسجد سرخي
مسجد سرخي (بالفارسية: مسجد سرخی) هو مسجد تاريخي يعود إلى عصر القرن الحادي عشر الهجري، ويقع في أصفهان.